# Steven Brust

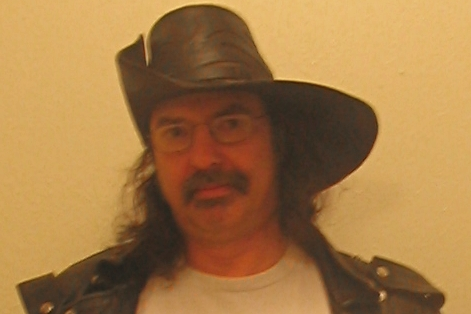
Steven Brust, 2006

Steven Karl Zoltán Brust (* 23. November 1955 in St. Paul (Minnesota), USA) ist ein US-amerikanischer Fantasyautor ungarischer Abstammung. Seine Romane über den Auftragsmörder Vlad Taltos werden in Deutschland vom Klett-Cotta Verlag herausgegeben. Neben seiner schriftstellerischen Tätigkeit hat Brust ein Solo-Album mit dem Titel A Rose For Iconoclastes veröffentlicht und diverse Musikstücke geschrieben.

## Taltos-Serie
Die Taltos-Serie spielt in einer Fantasy-Welt, die überwiegend von den etwas elfähnlichen Dragaeranern bevölkert wird. Vlad Taltos gehört als Ostländer (Mensch) zur unterprivilegierten Minderheit. Trotz seiner Herkunft und Rasse nimmt er eine gehobene Stellung in der dragaeranischen Gesellschaft ein. Sein Vater hat mit Geld einen Adelstitel im Haus Jhereg gekauft – diese großen Häuser strukturieren die Bevölkerung in Brusts Fantasy-Welt ähnlich einem komplexen Kastensystem. Das Haus Jhereg, das als einziges solche Transaktionen vollführt, ist gleichzeitig auch die Organisation, die Banditen und Kriminelle beheimatet. Eine Tatsache, die Vlads Leben und Karriere entscheidend beeinflusst. Er verdient sein Geld als Auftragsmörder.
Das Setting der Bücher wird entscheidend geprägt von den Gegensätzen der Rassen, die den Werdegang des Protagonisten bestimmen. Als Angehöriger einer unterdrückten Minderheit, die noch unter der niedrigsten Kaste des Imperiums steht, wird er Opfer von Rassismus und entwickelt gleichzeitig seinen eigenen. Als Ostländer unfähig zur Anwendung echter Magie, muss er diese Art von Behinderung bewältigen, indem er mühsam die ostländische Kunst der Hexerei erlernt. Seiner feindlichen Umgebung muss er sich schon sehr früh erwehren. Den an Kraft überlegenen Dragaeranern begegnet er dabei mit Schnelligkeit und wo immer es geht mit dem Vorteil des Überraschungsmoments. Durch den Verlust von Mutter und Vater hat er nur wenige Bezugspersonen in der Welt. Damit einher geht ein weitreichender Vertrauensverlust, der seine Beziehungen zu anderen Menschen prägt. Die einzig wirklich Vertrauten sind sein Großvater und ein kleines Flugreptil, zu dem Vlad Taltos telepathischen Kontakt hat.
Die Mischung aus Fantasy-, Mafia- und Entwicklungsroman ist eines der wesentlichen Alleinstellungsmerkmale der Taltos-Reihe.
Brust hat bisher elf Bücher dieser Serie geschrieben, angekündigt sind neunzehn Romane – jeder benannt nach einem der Großen Häuser, einer benannt nach Vlad, und ein von Brust bisher mit "The Last Contract" ("Der letzte Vertrag") betitelter als Abschluss der Serie. Die Taltos-Serie wird in Deutschland weder in chronologischer, noch in Reihenfolge des Erscheinungsdatums der Originalausgaben herausgegeben. Auch wenn jeder Roman für sich abgeschlossen ist, ist es empfehlenswert, die Bücher in ihrer ursprünglichen Reihenfolge des Erscheinens zu lesen, da Steven Brust immer wieder mit Anekdoten und Anspielungen auf die anderen Bücher dieser Serie verweist. Mit dem Roman Athyra erschien im Februar 2005 die vorerst wohl letzte deutsche Veröffentlichung von Steven Brust. Nach Aussagen von Klett-Cotta sind zurzeit keine weiteren Bände der Serie für das Programm des Verlages geplant.

## Khaavren-Romane
Die Khaavren-Romane behandeln Ereignisse im Imperium weit vor der Zeit der Taltos-Serie. Die Serie ist eine Hommage an die Romane von Alexandre Dumas (Die drei Musketiere). Sie besteht aus drei Büchern (The Phoenix Guards, Five Hundred Years After, The Viscount of Adrilankha). Der erste Roman beschreibt, wie drei junge Gentlemen, Pel, Aerich und der Titelheld Khaavren, sowie die Dzur-Kriegerin Tazendra ihr Glück in der Leibgarde des Imperators versuchen. Brust entwirft eine von leerer Höflichkeit, bis auf die Spitze getriebenem Ehrgefühl und vielschichtigen Intrigen durchwobene Welt. Ein Abenteuer folgt auf das nächste, und kaum ein Tag vergeht ohne Aufforderung zum Duell oder hinterhältige Mordversuche, bis die Helden das Netz aus Intrigen zerrissen und ein Großteil der imperialen Probleme gelöst haben.
In Five Hundred Years after finden die Helden, die sich nach den bestandenen Abenteuern des ersten Teils aus den Augen verloren hatten, wieder zusammen, nur um das Imperium am Rande der Katastrophe zu finden. Alte Feinde sind dabei genauso ihre Gegner wie alte Freunde. Verschiedene Parteien versuchen, die desolate Lage des Reiches für einen Coup zu nutzen – mit zu viel Erfolg: Der Roman endet in "Adron's Desaster", der Zerstörung der Hauptstadt Dragaera City. Der "Orb", die Quelle der magischen Kräfte im Imperium, geht verloren. Ohne Imperator beginnt die Zeit des Interregnums.
The Viscount of Adrilankha besteht aus drei Bänden. Mehr noch als in den ersten Khaavren-Romanen wird hier die Geschichte von Personen beleuchtet, die in den Taltos-Romanen wichtige Figuren sind. Die vier Helden der Phoenix Guards sind wieder wichtige Akteure, mehr noch allerdings die Generation ihrer Kinder. Der Titelheld, der Viscount von Adrilankha, ist Khaavrens Sohn Piro. Die große Aufgabe ist diesmal, die letzte Phoenix-Erbin sicher ins Reich der Toten zu bringen. Dort soll sie die Götter zur Herausgabe des Orbs bewegen und anschließend mit Hilfe ihrer Freunde das Imperium wiederherstellen. Neben der reinen Abenteuergeschichte nutzt Brust die Möglichkeit, um den Wandel in der Welt durch das Interregnum zu beleuchten. Liebesbeziehungen zwischen den verschiedenen Häusern werden thematisiert, ebenso das Verhältnis der Dragaeraner zu den Ostländern, und die Rolle der Götter für den Gang der Dinge wird dem Leser näher erläutert.

## Einstellung
Steven Brust kritisiert als Sozialist das Establishment und wirft auch den Demokraten "Angriffskriege, die Militarisierung der Polizei, Spionage im Inland, die Verfolgung von Whistleblowern, Folter und Kriegsverbrechen" vor. Seine Wahl sind die Kandidaten der Socialist Equality Party und den republikanischen Präsidentschaftskandidaten Trump nannte er „faschistoid“.

## Werke

### Dragaera (Dragaeran Empire)

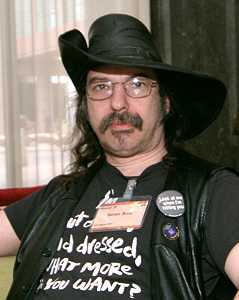
Steven Brust, 2004 in Minneapolis

- Brokedown Palace, Ace Books 1986, ISBN 0-441-07181-3

#### Vlad Taltos
- Jhereg, Ace Fantasy Books 1983, ISBN 0-441-38551-6
  - Jhereg, Klett-Cotta 2002, Übersetzer Olaf Schenk, ISBN 3-608-93264-X
- Yendi, Ace Fantasy Books 1984, ISBN 0-441-94456-6
  - Yendi, Klett-Cotta 2003, Übersetzer Olaf Schenk, ISBN 3-608-93470-7
- Teckla, Ace Fantasy Books 1987, ISBN 0-441-79977-9
  - Teckla, Klett-Cotta 2003, Übersetzer Olaf Schenk, ISBN 3-608-93515-0
- Taltos,  Ace Books 1988, ISBN 0-441-18200-3
  - Taltos, Klett-Cotta 2002, Übersetzer Olaf Schenk, ISBN 3-608-93577-0
- Phoenix,  Ace Books 1990, ISBN 0-441-66225-0
  - Phönix, Klett-Cotta 2004, Übersetzer Olaf Schenk, ISBN 3-608-93648-3
- Athyra,  Ace Books 1993, ISBN 0-441-03342-3
  - Athyra, Klett-Cotta 2005, Übersetzer Olaf Schenk, ISBN 3-608-93649-1
- Orca,  Ace Books 1996, ISBN 0-441-00196-3
- Dragon, Tor 1998, ISBN 0-312-86692-5
- Issola, Tor 2001, ISBN 0-312-85927-9
- Dzur, Tor 2006, ISBN  0-765-30148-2
- Jhegaala, Tor 2008, ISBN 978-0-7653-0147-5
- Iorich, Tor 2010, ISBN 978-0-7653-1208-2
- Tiassa, Tor 2011, ISBN 978-1-4299-9174-2
- Hawk, Tor 2014, ISBN 978-0-7653-2444-3
- Vallista, Tor 2017, ISBN 978-0-7653-2445-0

Innere Chronologie:
- Taltos, Dragon, Yendi, Jhereg, Teckla, Phoenix, Jhegaala, Athyra, Orca, Issola, Dzur

#### Khaavren Romances
- The Phoenix Guards, Tor 1991, ISBN 0-312-85157-X
- Five Hundred Years After, Tor 1994, ISBN 0-312-85179-0

##### The Viscount of Adrilankha
- The Paths of the Dead, Tor 2002, ISBN 0-312-86478-7
- The Lord of Castle Black, Tor 2003, ISBN 0-312-85582-6
- Sethra Lavode, Tor 2004, ISBN 0-312-85581-8

### The Incrementalists
- The Incrementalists, Tor 2013, ISBN 978-0-7653-3422-0 (mit Skyler White)
- The Skill of Our Hands, Tor 2017, ISBN 978-0-7653-8288-7 (mit Skyler White)

### Weitere Werke
- To Reign in Hell, SteelDragon Press 1984, ISBN 0-916595-00-5
- The Sun, the Moon, and the Stars, Ace Books 1987, ISBN 0-441-08410-9
- Cowboy Feng's Space Bar and Grille, Ace Books 1990, ISBN 0-441-11816-X
- The Gypsy, Tor 1992, ISBN 0-312-85274-6 mit Megan Lindholm
- Agyar, Tor 1993, ISBN 0-312-85178-2
- Freedom and Necessity, Tor 1997, ISBN 0-312-85974-0 (mit Emma Bull)
- Good Guys, Tor 2018, ISBN 978-0-7653-9637-2